# رعب البقاء

غلاف لعبة جو-أون ذا غريدج ، من أفظع الألعاب الفيديو ذات رعب نفسي.

رُعب البقاء (بالإنجليزية: Survival Horror)‏ هو أحد أنماط ألعاب الفيديو. المبدأ العام لهذه النوعية من الألعاب هو ضمان بقاء الشخصية الرئيسية في اللعبة على قيد الحياة من خلال مقاتلته للوحوش والأشباح وآكلي لحوم البشر في بيئة موحشة ومجهولة حيث لا يعرف المكان جيدا. وتتضمن أيضا بعض الألغاز التي يجب حلها لضمان تقدم الشخصية في اللعبة وبالتالي النجاة. على الرغم من أن القتال يمكن أن يكون جزءًا من طريقة اللعب، إلا أن اللاعب يشعر بالشعور أقل تحكمًا مما هو عليه في ألعاب الحركة النموذجية من خلال الذخيرة أو الأسلحة المحدودة، والصحة، والسرعة، والرؤية، أو من خلال العوائق المختلفة لتفاعل اللاعب مع ميكانيكا اللعبة. كما يواجه اللاعب تحديًا للعثور على العناصر التي تفتح الطريق إلى مناطق جديدة وحلها تستفيد الألعاب من سمات الرعب القوية، مثل البيئات الشبيهة بالمتاهة المظلمة والهجمات غير المتوقعة من الأعداء.
تم استخدام مصطلح «رُعب البقاء» لأول مرة للإصدار الياباني الأصلي للعبة ريزدنت إيفل في عام 1996، والتي تأثرت بألعاب سابقة ذات موضوع رُعبيّ. وقد تم استخدام الاسم منذ ذلك الحين لـ ألعاب ذات أسلوب لعب مُشابه، وتم تطبيقها بأثر رجعي على العناوين السابقة. بدءًا من إصدار ريزدنت إيفل 4 لعام 2005، بدأ هذا النوع في دمج المزيد من الميزات من ألعاب الحركة والألعاب التقليدية من منظور الشخص الأول وإطلاق النار من منظور الشخص الثالث. تساءل عما إذا كانت امتيازات رعب البقاء وامتيازات أحدث تخلت عن هذا النوع وانتقلت إلى نوع متميز يشار إليه غالبًا باسم «رُعب أكشن».
من أهم ألعاب الفيديو من هذا النوع هما الشر المقيم من كابكوم، وسايلنت هيل من كونامي، وفيتل فريم من (تيكمو)، وسايرن من (سوني كمبيوتر إنترتينمنت) واوت لاست، والشيء وكورسد ماونتن.

## الأسلوب
رعب البقاء على قيد الحياة هو ربما النوع الوحيد من ألعاب الفيديو الذي يعرف بصيغة واسلوب لعبه وكذلك أجواء وخلفية اللعب معا. وهو غالبا مرتبط بآلية لعبتي ريزدنت إيفل (الشر المقيم) وسايلنت هيل واسلوبهما في اللعب. هذه الألعاب غلبا تعرف بأجواء الرعب وعناصر الرعب فيها. انها تتعامل مع الأجواء الداكِنه المظلمة وقوى الشر ورمي الوحوش مثل أفلام الرعب. وهذا يساعد على تحديد نوع رعب البقاء أكثر من أي شيء آخر. وأول من اظهر هذا الاسلوب هو شنجي ميكامي مخترع لعبة ريزدنت إيفل.